# Нільс Рюберг Фінзен
Нільс Рюберг Фінзен (також Фінсен, дан. Niels Ryberg Finsen; 15 грудня 1860, Торсхавн — 24 вересня 1904, Копенгаген) — фарерсько-данський науковець і фізіотерапевт.

## Біографія

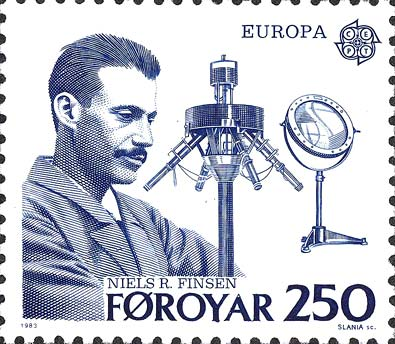
Нільс Роберт Фінзен на поштовій марці Фарерських островів

Народився і провів дитинство на Фарерах, де його батько, ісландець за походженням, обіймав посаду амтманна — намісника данської корони. Розробник наукових основ світлолікування. У 1903 році став першим данським лауреатом Нобелівської премії в галузі фізіології або медицини, "на знак визнання його заслуг у справі лікування хвороб — особливо вовчаку — з допомогою концентрованого світлового випромінювання, що відкрило перед медичною наукою нові широкі горизонти ".